# Max van Egmond
Max van Egmond, né le 1er février 1936 à Semarang en Indonésie, est un baryton-basse néerlandais spécialisé dans le répertoire baroque.
Il s'est consacré à l'oratorio et au lied et est réputé pour ses interprétations des œuvres de Jean-Sébastien Bach.

## Carrière
Max van Egmond étudie le chant à Hilversum avec Tine van Willingen de Lorme. À l'âge de 18 ans, il devient membre de la Nederlandse Bachvereniging.
À partir de 1965, il participe à l'enregistrement intégral des œuvres de Jean-Sébastien Bach avec Gustav Leonhardt, Nikolaus Harnoncourt et Frans Brüggen. Il enregistre la Passion selon saint Jean de Bach sous la conduite de plusieurs chefs tels Harnoncourt (1965), Johan van der Meer (1979), Charles de Wolff (1986) et Sigiswald Kuijken (1987). Quant à la Passion selon saint Matthieu, il l'enregistre avec Claudio Abbado (1969), Harnoncourt (1970), Johan van der Meer (1973), Charles de Wolff (1977) ou Gustav Leonhardt (1989).
Bien entendu, la carrière de Max van Egmond ne se résume pas à l'interprétation de Bach. Il participe à l'enregistrement des opéras de Claudio Monteverdi avec Harnoncourt, comme L'Orfeo en 1968 et Il ritorno d'Ulisse in patria en 1971.
Max van Egmond se consacre également à l'interprétation et à l'enregistrement du répertoire romantique : il enregistre, entre autres, les lieder de Schubert, Schumann et Fauré, accompagné d'un piano ou fortepiano d'époque.

## Enseignement
En parallèle avec sa carrière de soliste, Max van Egmond se consacre à l'enseignement.
Il est professeur au Conservatoire Sweelinck d'Amsterdam de 1980 à 1995 et dirige chaque année des master classes, à Mateus au Portugal et au Baroque Performance Institute à Oberlin dans l'Ohio à partir de 1978.
Il compte parmi ses élèves Harry van der Kamp et Peter Kooy.

## Discographie sélective
- 1969 : Passion selon saint Matthieu de Jean-Sébastien Bach (Coro di Voci Bianche dell'Oratorio dell'Immacolata di Bergamo, Orchestra Sinfonica e Coro di Milano della RAI, dir. Claudio Abbado)
- 1970 : Passion selon saint Matthieu de Jean-Sébastien Bach, (Concentus Musicus Wien, Petits Chanteurs de Vienne, Regensburger Domspatzen, Choir of King's College, dir. Nikolaus Harnoncourt)
- 1988 : Motetti ed arie a basso solo de Monteverdi, Carissimi, Frescobaldi, Francesca Caccini, Giovanni Battista Bassani, Maurizio Cazzati, Giovanni Battista Brevi et Benedetto Marcello (Ricercar Consort)
- 1977 : Cantates pour basse Ich will den Kreuzstab gerne tragen et Ich habe genug de Jean-Sébastien Bach (avec Frans Brüggen)
- 1995 : Songs by Gabriel Fauré (avec Jos van Immerseel, piano)
- 1995 : Musica Neerlandica (avec l'Apollo Ensemble)
- 2006 : Winterreise de Schubert (avec Penelope Crawford, fortepiano)
- 2006 : Die schöne Müllerin de Schubert (avec Penelope Crawford, fortepiano)
- 2010 : Die letzten Leiden des Erlösers de Carl Philipp Emanuel Bach (La Petite Bande, Collegium Vocale Gent, dir. Sigiswald Kuijken)

## Source
- (en) Cet article est partiellement ou en totalité issu de l’article de Wikipédia en anglais intitulé « Max van Egmond » (voir la liste des auteurs).